# Gueorgui Kolnootchenko
Gueorgi Kolnootchenko (Unión Soviética, 7 de mayo de 1959) es un atleta soviético retirado especializado en la prueba de lanzamiento de disco, en la que ha conseguido ser subcampeón europeo en 1986.

## Carrera deportiva
En el Campeonato Europeo de Atletismo de 1986 ganó la medalla de plata en el lanzamiento de disco, llegando hasta los 66.32 metros, siendo superado por sus compatriotas soviético Romas Ubartas (oro con 67.08 m) y por delante del también soviético Vaclavas Kidykas (bronce con 65.60 m).
Su mejor lanzamiento lo consiguió el 3 de julio de 1982 en la ciudad estadounidense de Indianápolis y fue de 69.44 metros.